# Radicaal 25
Van de in totaal 214 Kangxi-radicalen heeft radicaal 25 de betekenis wichelarij en divinatie. Het is een van de drieëntwintig radicalen die bestaat uit twee strepen.
In het Kangxi-woordenboek zijn er 45 karakters die dit radicaal gebruiken.

## Karakters met het radicaal 25
| Strepen | Karakter    |
| ------- | ----------- |
| + 0     | 卜          |
| + 2     | 卝 卞       |
| + 3     | 卟 占 卡 卢 |
| + 5     | 卣 卤       |
| + 6     | 卥 卦       |
| + 7     | 卧          |
| + 9     | 卨          |

Klein zegelkarakter